# Pusharong
Pusharong (kinesiska: 普沙绒乡, 普沙绒) är en socken i Kina. Den ligger i provinsen Sichuan, i den sydvästra delen av landet, omkring 300 kilometer sydväst om provinshuvudstaden Chengdu. Antalet invånare är 2 370. Befolkningen består av 1 163 kvinnor och 1 207 män. Barn under 15 år utgör 27,0 %, vuxna 15-64 år 65 %, och äldre över 65 år 7,0 %.
Genomsnittlig årsnederbörd är 1 176 millimeter. Den regnigaste månaden är juni, med i genomsnitt 279 mm nederbörd, och den torraste är januari, med 4 mm nederbörd.